# Candles in the Rain
Albums de Melanie
Affectionately Melanie
(1969) Leftover Wine
(1970)
Singles
1. Lay Down (Candles in the Rain)
Sortie : avril 1970
2. Ruby Tuesday
Sortie : août 1970

Candles in the Rain est le troisième album studio de la chanteuse américaine Melanie, sorti en 1970.
Sur la chanson Lay Down (Candles in the Rain), inspirée à Melanie par son expérience du festival de Woodstock l'année précédente, elle est accompagnée du groupe gospel des Edwin Hawkins Singers. Sortie en 45 tours, Lay Down se classe no 6 aux États-Unis, devenant le premier hit américain de Melanie et le deuxième des Edwin Hawkins Singers après leur interprétation de Oh Happy Day. La reprise des Rolling Stones Ruby Tuesday se classe no 9 au Royaume-Uni quelques mois plus tard.

## Titres
Toutes les chansons sont de Melanie Safka, sauf mention contraire.

### Face 1
1. Candles in the Rain – 1:42
2. Lay Down (Candles in the Rain) (en) – 3:49
3. Carolina in My Mind (en) (James Taylor) – 3:37
4. Citiest People – 3:32
5. What Have They Done to My Song Ma – 4:02

### Face 2
1. Alexander Beetle (Safka, A. A. Milne) – 2:35
2. The Good Guys – 3:08
3. Lovin' Baby Girl – 4:20
4. Ruby Tuesday (Mick Jagger, Keith Richards) – 4:31
5. Leftover Wine – 6:06

Sur certaines éditions, Alexander Beetle est remplacée par Close to It All.

## Musiciens
- Melanie : chant, guitare
- Alan Parker : guitare (3, 7, 8, 10)
- Herbie Flowers : basse (3, 7, 8, 10)
- Barry Morgan : batterie (3, 7, 8, 10)
- Alan Hackshaw : orgue (3, 7, 8, 10)
- Harold McNair : flûte (3, 7, 8, 10)
- Edwin Hawkins : chant, piano (2)
- Ricko Reyes : congas (2)